# Championnat de Porto Rico de football 2012
Navigation
Saison précédente Saison suivante
La saison 2012 du Championnat de Porto Rico de football est la huitième édition de la première division à Porto Rico. Les huit formations engagées sont réunies au sein d'une poule unique où elles s'affrontent deux fois au cours de la saison. 
C'est le club de Bayamón FC qui remporte la compétition cette saison après avoir terminé en tête du classement final, avec trois points d'avance sur le Sevilla FC et seize sur la formation d'Atléticos de Levittown. C’est le second titre de champion de Porto Rico de l'histoire du club après celui remporté en 2009.

## Les clubs participants
- Sevilla FC
- Bayamón FC
- Atléticos de Levittown FC
- Guayama FC
- Criollos de Caguas FC
- CF Fraigcomar
- Gladiadores FC
- Universitarios FC

## Compétition
Le barème de points servant à établir le classement se décompose ainsi :
- Victoire : 3 points
- Match nul : 1 point
- Défaite : 0 point

### Classement
| Rang | Équipe                    | Pts | J  | G  | N | P  | Bp | Bc | Diff |
| ---- | ------------------------- | --- | -- | -- | - | -- | -- | -- | ---- |
| 1    | Bayamón FC                | 37  | 13 | 12 | 1 | 0  | 70 | 10 | +60  |
| 2    | Sevilla FC                | 34  | 14 | 11 | 1 | 2  | 47 | 21 | +26  |
| 3    | Atléticos de Levittown FC | 21  | 13 | 7  | 0 | 6  | 24 | 27 | -3   |
| 4    | Universitarios FC         | 17  | 14 | 5  | 2 | 7  | 21 | 32 | -11  |
| 5    | Guayama FC                | 15  | 14 | 4  | 3 | 7  | 31 | 43 | -12  |
| 6    | Criollos de Caguas FC     | 14  | 14 | 3  | 5 | 6  | 20 | 27 | -7   |
| 7    | CF Fraigcomar             | 12  | 14 | 3  | 3 | 8  | 22 | 45 | -23  |
| 8    | Gladiadores FC            | 6   | 14 | 1  | 3 | 10 | 12 | 42 | -30  |

|  | Qualification pour la CFU Club Championship 2013 |

- La rencontre entre Bayamón FC et Atléticos de Levittown FC n'a pas été disputée, sans incidence pour le classement final.

## Bilan de la saison
| Championnat de Porto Rico de football 2012 |                       |
| Champion                                   | Bayamón FC (2e titre) |
| Qualifications continentales               |                       |
| CFU Club Championship 2013                 | Bayamón FC            |
| Promotions et relégations                  |                       |
| Promus en Puerto Rico Soccer League        | Aucun                 |
| Relégués                                   | Aucun                 |